# Henschel Typ Bismarck
Henschel-Typ Bismarck lautet der Name von dreiachsigen Dampflokomotiven, die Henschel & Sohn für Privat- und Werksbahnen entwickelt hatte.
Die Konstruktion basiert auf den Lokomotiven der preußischen Gattung T 3. Die Lokomotiven vom Henschel-Typ Bismarck sind jedoch stärker ausgeführt und technisch weiterentwickelt.

## Konstruktion
Es handelt sich um dreiachsige Nassdampf-Tenderlokomotiven der Achsfolge C. Die Lokomotiven besitzen zwei Zylinder, die vor der ersten Achse liegen und auf die mittlere Kuppelachse wirken. Als Steuerung findet eine außenliegende Heusinger-Steuerung mit Flachschieber Anwendung. Zur Speisewasserversorgung sind zwei Dampfstrahlspeisepumpen der Bauart Willigens vorhanden. Der Wasservorrat ist in einem Rahmenwasserkasten unter dem Kessel untergebracht; die Kohlenkästen befinden sich links und rechts der Feuerbüchse vor dem Führerhaus. Davor befinden sich jeweils ein Einfüllstutzen für den Wassertank.
Die Federn der beiden vorderen Radsätze sind mit Ausgleichshebeln oberhalb des Umlaufs verbunden.
Da es sich dabei um eine Grundbauart handelte, deren Aufbau in einem gewissen Maß individuelle Kundenwünsche zuließ, und die Firma Henschel & Sohn diesen Loktyp über mehrere Jahrzehnte anbot, unterschieden sich die einzelnen Lokomotiven in verschiedenen Details und wurden dementsprechend immer an den technischen Standard angeglichen.
Entsprachen sie anfangs noch relativ eng dem Baumuster einer preuß. T3 (wobei bereits von Anfang an die Heusinger-Steuerung Verwendung fand), wurde im Laufe der Zeit immer weiter davon abgewichen. Hierbei wurden zusätzliche Wasserkästen an den Kohlekästen angebracht, um den Wasservorrat von ursprünglich 4 auf 6 Kubikmeter vergrößern zu können. Die verwendeten Kesselbauformen und ihre Maße variierten je nach Baujahr. Technische Innovationen, die sich als Standard beim Lokomotivbau herauskristallisierten, flossen bei der Konstruktion ein. So wurde von dem noch bei den ersten beiden Loks (Fabr.-Nr. 6676 u. 6677) verwendeten zweischienig geführten Kreuzkopf mit zwei Gleitbahnen zu einem einschienig geführten Kreuzkopf (siehe Fabr.-Nr. 19248) übergegangen. Die Druckluftbremse (später zumeist Westinghouse oder Knorr) war anfangs nicht Standard (verwendet wurde die Wurfhebelbremse im Führerstand oder es war eine Heberleinbremse eingebaut), wodurch erst spätere Maschinen mit einer Luftpumpe und dem nötigen Bremssystem ausgerüstet wurden. Gemessen am Baujahr spiegelte jede Maschine zum Teil den Standard ihrer jeweiligen Entstehungszeit wider, was zu keiner einheitlichen Bauform wie bei anderen Dampflokbaureihen führte. 1948 vereinheitlichte Henschel sein Typenprogramm, wodurch der Name „Bismarck“ als Typenbezeichnung durch „C 400“ ersetzt wurde. Hierbei wurden die Anpassungen und Modernisierungen der Jahre als neue Grundsätze für diesen Typ festgelegt.

## Einsatz
Die Anzahl der gebauten Lokomotiven ist nicht genau bekannt, sie bewegt sich um etwa 90. Sie wurden an diverse deutsche Klein- und Privatbahnen, Betriebe sowie Zechen geliefert. Hier arbeiteten sie im leichten bis mittelschweren Nah- und Rangierverkehr sowie im Güter- und Personenverkehr. Durch ihre im Vergleich zu Altbauloks wie der preußischen T3 unveränderten Bedienung, bei gleichzeitiger Leistungssteigerung und technischer Vereinfachung etwa bei der Wartung, waren sie sehr beliebt und für ihre Robustheit bekannt. 1949 kamen in der Sowjetischen Besatzungszone insgesamt 16 der Lokomotiven von ehemaligen Klein- und Privatbahnen in den Bestand der Deutschen Reichsbahn.
Einerseits wegen ihrer vergleichsweise geringen Leistung bei relativ hohem Kohle- und Wasserverbrauch, der durch die Bauart als Nassdampflok und die Einfachverwendung des Dampfes zustande kam, andererseits wegen des Voranschreitens der Verdieselung und Stilllegung des Rangier- und Nebenbahnverkehrs in den 1960er Jahren, kam es in dieser Zeit zu vermehrtem Verschrotten dieses Loktyps. Ihre individuelle Bauweise, wodurch wenig Vereinheitlichung bei der Wartung im Bezug auf andere Baureihen durchgeführt werden konnte, sorgte – gerade bei der Deutschen Reichsbahn – für ein vermehrtes Abstellen und Ausmustern. Einige Loks dieses Typs wurden und werden durch die Aufstellung als Denkmal oder die Übernahme durch Eisenbahnvereine, die diese aktiv betreiben, für die Nachwelt erhalten (siehe Liste).

## Übersicht über Bau und Verbleib
Die ersten Loks des Typs Bismarks wurden im Jahr 1904 gebaut, die Letzten etwa Ende der 1930er Jahre. Lokomotiven, die in den Bestand der Deutschen Reichsbahn kamen, wurden in die Baureihe 89 eingeordnet.
| Baujahr | Hersteller-Nr. | Käufer                                                | Erstbezeichnung kursiv aktuelle         | Verbleib | Betriebsfähig         |
| ------- | -------------- | ----------------------------------------------------- | --------------------------------------- | --- | --------------------- |
| 1904    | 6676           | Marburger Kreisbahn                                   | MKB 1, EFW 1                            | 1972 Fa. Nickel, Denkmal Dreihausen, 1988 Leihgabe, 2009 Schenkung an Eisenbahnfreunde Wetterau | derzeit in HU         |
| 1904    | 6677           | Marburger Kreisbahn                                   | MKB 2                                   | verschrottet um 1962 | –                     |
| 1907    | 8074           | Löwenberg-Lindow-Rheinsberger Eisenbahn               | (LLRE) 4                                | 1920 Ruppiner Eisenbahn AG „15“, 1949 DR, ab 1950 DR „89 6212“, verschrottet 18.07.1967 | –                     |
| 1911    | 10419          | Löwenberg-Lindow-Rheinsberger Eisenbahn               | (LLRE) 5                                | 1920 Ruppiner Eisenbahn AG „16“, verschrottet 1949 | –                     |
| 1911    | 10432          | ? Rheinstahl-Zeche Brassert                           | ?1                                      | ab 1963 Zeche Prosper der Rheinstahl Bergbau AG „16“ | –                     |
| 1911    | 10684          | ? Rheinstahl-Zeche Brassert                           | ?2                                      | ab 1962 Zeche Prosper der Rheinstahl Bergbau AG „19“ | –                     |
| 1911    | 11105          | Chemin de fer International de Malines à Terneuzen    | 25                                      | 1919 Oranje Nassau Mijnen „9“, 1958 abgestellt, verschrottet 1961 | –                     |
| 1911    | 11106          | Chemin de fer International de Malines à Terneuzen    | 26                                      | 1919 Bruinkoolontginnings Mijn Bergerode „48“, ca. 1925 Gewerkschaft Düren, 1927 BIAG Zukunft, 1960 Rheinbraun „328“, verschrottet 1962                                                                                | –                     |
| 1911    | 11107          | Chemin de fer International de Malines à Terneuzen    | 27                                      | 1919 Oranje Nassau Mijnen „10“, 1958 abgestellt, verschrottet 1961 | –                     |
| 1912    | 11013          | Hersfelder Kreisbahn                                  | 3, „Fulda“                              | 1917 verkauft an Gewerkschaft Hattorf (Kaliwerk) Philipsthal | –                     |
| 1912    | 11014          | Hersfelder Kreisbahn                                  | 4, „Werra“                              | 1930 verkauft an Delmenhorst-Harpstedter Eisenbahn „3“, 1957 verschrottet | –                     |
| 1913    | 11948          | ?Zeche Zollverein                                     | ?C 15                                   | 1968 ausgeschieden | –                     |
| 1913    | 12483          | Löwenberg-Lindow-Rheinsberger Eisenbahn               | (LLRE) 6                                | 1920 Ruppiner Eisenbahn AG „17“, verschrottet 1949 | –                     |
| 1914    | 12818          | Hafen/Industriebahn Barby/Elbe                        | ?                                       | Zeche Mathias Stinnes, Essen-Karnap | –                     |
| 1914    | 13025          | Kyffhäuser Kleinbahn                                  | 41, 89 6024                             | ab 1925 Kleinbahn Erfurt–Nottleben „2“, Kleinbahn Bebitz-Alsleben „269“, ab 1963 Werklok 1 Ausbesserungswerk Görlitz, ab 1977 Deutsches Dampflokomotiv-Museum                                                          | 1994–2014; 2016: nein |
| 1918    | 13075          | Gewerkschaft Lothringen Zeche Erin/Lothringen         | Lothringen V                            | Arbeitsgemeinschaft Geesthachter Eisenbahn „1“ | in Aufarbeitung       |
| 1919    | 13232          | ?                                                     | ?                                       | 1952–53 Mindener Kreisbahnen „21“, 1955 abgestellt und später verschrottet | –                     |
| ?       | 13238          | ?                                                     | ?                                       | (gebaut als Heißdampflok mit Speisewasservorwärmung), Verbleib unbekannt | --                    |
| 1920    | 17654          | BASF                                                  | Leuna Werke „23“, 89 6236               | ab 1971 Halle-Neustadt/Saale (U Panzerlok), 1971 Denkmal – Spielplatz, Halle-Neustadt, ab 1994 Altmärkische Eisenbahnfreunde, seit 1995 Eisenbahnfreunde Magdeburg                                                     | Optisch aufgearbeitet |
| 1921    | 18295          | Henschel, Werk Kassel                                 | Werklok 10 ?                            | verschrottet | --                    |
| 1921    | 18296          | Henschel                                              | Werklok 11                              | ab 1929 Hafenbahn Offenbach, ab 1956 F. Schmidt, Frankfurt für Klöckner-Mannstaedt, Werk Troisdorf „L 3“ | –                     |
| 1922    | 19225          | Zeche Graf Beust                                      | Graf Beust 3                            | später Zeche Mathias Stinnes, verschrottet | –                     |
| 1922    | 19226          | Harpener Bergbau-AG Zeche Robert Müser                | Harpen XXVI                             | verschrottet | –                     |
| 1922    | 19227          | Deutsch-Amerikanische Petroleum-Gesellschaft, Hamburg | ?                                       | Verbleib unbekannt | _                     |
| 1922    | 19233          | Farbwerke Höchst                                      | ?                                       | Verbleib unbekannt | _                     |
| 1922    | 19234          | Essener Steinkohlenbergwerke Zeche Pörtingsiepen      | Pörtingssiepen V                        | ab 19?? Zeche Monopol, Kamen (leihw.), ab 195? Zeche Dahlhauser Tiefbau, Bochum-Dahlhausen „V“, ab 1956 WLH - Westfälische Lokfabrik Reuschling, Hattingen „59“, ab 1957 Zeche Sachsen, Hamm-Heeßen, 1966 verschrottet | –                     |
| 1922    | 19235          | Essener Steinkohlenbergwerke Zeche Dorstfeld          | III                                     | Verbleib unbekannt | –                     |
| 1922    | 19236          | Prignitzer Eisenbahn                                  | 4                                       | bis 1946 Kleinbahn Freienwalde-Zehden „4“ → „5-20“, dann Südstormarnsche Kreisbahn „5-20“, 1952 verschrottet | _                     |
| 1922    | 19247          | Harkort’sche Bergwerksgesellschaft Zeche Trappe       |                                         | Verbleib unbekannt | –                     |
| 1922    | 19248          | Kohlekraftwerk „Gemeinschaftswerk“ Hattingen          | „Nr. 1“ 7 „Niedersachsen“               | ab 1973 DEW „3“, seit 1987 Eisenbahnfreunde Hasetal | ja                    |
| 1922    | 19249          | Thyssen AG, Mühlheim                                  | ?                                       | Verbleib unbekannt | _                     |
| 1922    | 19376          | BASF                                                  | ?                                       | bis 1971 Grube Emil Mayrisch, „Siersdorf Nr. 2“, Verbleib unbekannt | –                     |
| 1922    | 19383          | BASF, Ammoniakwerk Merseburg                          | 29                                      | Verbleib unbekannt | --                    |
| 1922    | 19565          | Waggonfabrik Hannover                                 | ?                                       | ab 1934 Marburger Kreisbahn „3“ (IV), ab 1957 Meguin AG (später Pintsch-Bamag AG), Butzbach, um 1966 verschrottet. | --                    |
| 1922    | 19732          | BASF, Ammoniakwerk Merseburg                          | 31                                      | Verbleib unbekannt |                       |
| 1923    | 20142          | Essener Steinkohlenbergwerke Zeche Pörtingsiepen      | Pörtingssiepen VI                       | ab 1972 Denkmallok, seit 2008 in Privateigentum | Aufarbeitung geplant  |
| 1923    | 20143          | Essener Steinkohlenbergwerke Zeche Pörtingsiepen      | Pörtingssiepen VII                      | 1993 Museumslok auf der Hespertalbahn | Aufarbeitung geplant  |
| 1937    | 23701          | Saarbergwerke AG                                      | Grube Göttelborn „26“, MECL 26 „MERZIG“ | ab 1982 Denkmal, Grube Ensdorf, seit 1987 MECL - Museums-Eisenbahn-Club Losheim | in Aufarbeitung       |